# Andréa Ferréol
Andréa Ferréol (Aix-en-Provence, 6 de janeiro de 1947) é uma atriz francesa. A atriz é conhecida no Brasil pela sua atuação como a bruxa do bem Wanda no filme Vivendo um Conto de Fadas.